# Amit Beilin
Amit Beilin (hebräisch עמית ביילין; * 20. August 2000 in Kirjat Gat) ist eine israelische Fußballtorhüterin. Seit 2021 spielte sie die A-Nationalspielerin ihres Landes.

## Karriere

### Verein
Von 2012 bis 2019 spielte sie für den Jugendverein von SC Kirjat Gat. 2019 unterzeichnete sie ihr Profivertrag für SC Kirjat Gat. Anschließend wechselte sie 2021 bei Flagler Saints.

### Nationalmannschaft
Seit 2021 spielt sie in der Israelische Fußballnationalmannschaft der Frauen. Zudem nahm sie an den EM-Qualifikation 2023 der Frauen teil. Bisher absolvierte sie 5 Länderspiele.